# Sciaphila oligantha
Sciaphila oligantha är en enhjärtbladig växtart som beskrevs av Paulus Johannes Maria Maas. Sciaphila oligantha ingår i släktet Sciaphila och familjen Triuridaceae. Inga underarter finns listade.